# Vince Papale
Vincent Francis Papale, detto Vince (Chester, 9 febbraio 1946), è un ex giocatore di football americano statunitense.

## Biografia
Nato da genitori non ricchi, il padre lavorava come operaio in una fabbrica, mentre sua madre era una ex atleta con gravi problemi di salute, Vince crebbe insieme ai ragazzi del suo quartiere tifando gli Eagles, in un ventennio difficile dal punto di vista economico per la città di Filadelfia.
Vince Papale frequenta la Interboro High School, praticando con eccellenza vari sport.
Si iscrive poi all'Università Saint Joseph di Filadelfia, la quale però non avendo una squadra di football costringe Papale a concentrarsi sull'atletica (soprattutto i salti).
Dopo il college inizia la sua carriera semi-professionale negli Aston Green Knights della Seaboard Football League, nel mentre lavora come insegnante e allenatore per i ragazzi nella sua vecchia scuola.
Passa successivamente i provini dei Philadelphia Bell della World Football League giocando come ricevitore, nelle due stagioni passate ai Bell gioca sempre nello "Special Team".
Le sue prestazioni gli fruttano un invito ad un allenamento privato del leggendario allenatore degli Eagles Dick Vermeil, entra così a far parte dei professionisti nella NFL.
Gioca 3 anni (dal 1976 al 1978) tra le file dei Philadelphia Eagles, la sua squadra del cuore. La sua vicenda è a dir poco singolare perché fu ingaggiato dalla squadra quando aveva più di trent'anni e non aveva mai giocato a football a livello professionistico in precedenza.
Negli Eagles Papale trova presto un posto da titolare nello "Special Team". La tenacia, la generosità in campo e la singolare storia di quest'uomo impressionano l'intera opinione pubblica americana.
Papale si ritira dal football a 33 anni per un infortunio alla spalla, dopo tre stagioni giocate alla corte di Vermeil e dopo aver fatto risollevare le sorti di una squadra fino a quel momento in difficoltà. Ed è proprio grazie a Vince Papale, schierato nello Special Team di cui poi divenne capitano, che Vermeil riesce a ottenere la sua prima vittoria nella NFL contro i super rivali NY Giants, quando il suo "rookie" riesce nell'impresa di ottenere un fumble recovery. A questo si aggiunge la sua unica ricezione nel 1977 contro i Tampa Bay Buccaneers, uniche 15 yard ricevute da questo giocatore.
Ha vestito sempre la maglia numero 83.
È stato votato capitano dello Special Team dai suoi compagni di squadra e "Man of the Year" degli Eagles nel 1978 per le sue numerose attività di beneficenza.
Dopo il ritiro dalla NFL, ha lavorato come cronista di emittente TV e radio per otto anni, poi è diventato un banchiere ipotecario commerciale.
Nel 2001 gli è stato diagnosticato un tumore al colon-retto, dopo aver recuperato dalla malattia ha incoraggiato le persone a ottenere regolari check-up.
È apparso in spot pubblicitari per l'ospedale della Thomas Jefferson University incoraggiando gli altri a eseguire test frequenti per prevenire casi come il suo.
Attualmente, Papale è il direttore regionale del marketing e executive senior per l'istruzione superiore del marketing da Sallie Mae.
Risiede a Cherry Hill, nel New Jersey, con la moglie Janet e due figli, Gabriella e Vinny; resta un irriducibile tifoso dei Philadelphia Eagles. È inoltre attualmente segretario e tesoriere del Philadelphia Chapter della NFL Alumni Association.
La sua storia ha ispirato il film del 2006 Imbattibile con Mark Wahlberg.